# دان ميلانو
دان ميلانو (من مواليد 10 سبتمبر 1972 في نورثبورت ، نيويورك) هو ممثل صوت أمريكي وكاتب ومخرج. كان أحد المبدعين في المسرحية الهزلية جريج الأرنب وأدى شخصية جريج وكذلك وارن القرد. كما أنه أحد الممثلين الصوتيين وكتاب الدجاج الالي، وتم ترشيحه لجائزة ايمي للكتابة على روبوت الدجاج: حرب النجوم 2.
كما لعبت ميلانو دور البطولة في المسلسل التلفزيوني للبالغين، تيتان ميكسام . وقد شارك أيضًا في كتابة وإنتاج مسلسل ام تي في وارن ايب، حيث لعب مرة أخرى شخصية اللقب وارن. في عام 2013، بدأت ميلانو العمل في دريم ووركس التلفزيون كجزء من صفقة تطوير المحتوى الخاصة بها مع نيتفلكس.

## مسار مهني مسار وظيفي
حضر دان ميلانو جامعة نيويورك الصورة مدرسة تيش للفنون وجامعة ولاية نيويورك بافالو "برنامج الفنون الصيف الصورة. أثناء وجوده في جامعة نيويورك، كتبت ميلانو لمجلة الكوميديا التي يديرها الطلاب
استنادًا إلى الشخصية الرئيسية من سلسلة الوصول العامة التي تحمل اسم «جونكيب»، نقلت ميلانو والأصدقاء «جريج الباني» إلى سلسلة فوكس من القرن العشرين كسلسلة في أوقات الذروة من 13 حلقة، أنتجها نيل موريتز وأديرها ستيف ليفيتان. أنتجت شركة ميلانو تنفيذًا وكتبت وأدت سلسلة من المسلسلات كشخصيتين «جريج ذا باني» و «وارن إيبي»، إلى جانب النجوم المشاركة سارة سيلفرمان وسيث جرين وإوجين ليفي.
أدت العلاقة مع سيث جرين إلى مشاركة ميلانو ككاتب وممثل صوت في روبورت الدجاج و تايتن ميكسمي وحرب النجوم: التفاف وفي الوقت نفسه، باعت ميلانو وشريكها في كتابة المحتوى ميزة لورا زيسكين وسوني بيكتشرز، اسمها «أنا وحدي». تم تطوير الفيلم باستخدام معالج التأثيرات ستان وينستون، وكان الفيلم قيد التطوير مع مخرجين مثل نيل جوردان، وماك جي، وجون فافريو (ظهر الأخير أيضًا على مؤسسة التمويل الدولية جريج ذا ريني باني )
بعد إلغاء سلسلة فوكس، عاد «جرج» إلى أي اف سي، وفي النهاية تم إنشاء سلسلة منفصلة، «وايرن ذه ابب» لشبكات ام تي ڨي. هذا «الواقع» المكون من 12 حلقة حول تداعيات وارن في سنوات ما بعد فوكس شارك في بطولة جوش سوسمان والدكتور درو بينسكي.
عمل معه مهنة السينما في ميلانو على العمل مع شريكه في مهام التطوير لشركة هينسون وأفلام الزهور وشركة دونر والمزيد. كتب ائتمان ميلانو المنفرد عن «الدائرة القصيرة» لمنتج الفيلم الأصلي ديفيد فوستر وديمنشن من بوب وينشتاين.
).
في عام 2014، أنشأ ميلانو واريك روبلاس «خلل التكنلوجيا»، وهي كوميديا مغامرات مستوحاة من الرسوم المتحركة عن فريق من الفنيين الإلكترونيين للمستهلكين الذين يتنازعون بين المخلوقات والظواهر الأخرى التي تسببها تكنولوجيا ألعاب الفيديو الخاطئة. تم إنتاج 20 حلقة كاملة من إنتاج استوديوهات نيكلودين للرسوم المتحركة، مع عشرة نصوص / قصص قصصية إضافية تم تطويرها في عام 2018. تم إطلاق المسلسل لأول مرة في عام 2019 على نيكلودين، وتم عرض المسلسل لأول مرة على نيتفلكس في 21 فبراير 2020 مع أول تسع حلقات.
لم تتدرب ميلانو أبدًا على العرائس ولكنها كانت مهووسة بالشكل الفني كطفل وبنت موهبة له. لقد ركز في المقام الأول على الكتابة والتطوير للميزات والتلفزيون ولكنه يعمل أحيانًا كممثل صوتي.

## فيلموغرافيا

### التلفاز
| عام           | عنوان              | وظيفة                                               | ملاحظات    |
| ------------- | ------------------ | --------------------------------------------------- | ---------- |
| 2002-2006     | جريج الأرنب        | شريك مبدع، </br> صوت الممثل، </br> راوي، </br> دمية |            |
| 2005 حتى الآن | روبوت الدجاج       | صوت الممثل، </br> كاتب                              |            |
| 2009          | تيتان الحد الأقصى  | صوت الممثل                                          |            |
| 2010          | وارن القرد         | شريك مبدع، </br> صوت الممثل                         | غزل الأرنب |
| 2013          | حرب النجوم Detours | صوت الممثل، </br> كاتب                              | ألغيت      |
| 2015-2017     | فجر كرودس          | صوت الممثل، </br> كاتب                              |            |
| 2020          | خلل التكنولوجيا    | شريك مبدع، </br> صوت الممثل                         |            |

## روابط خارجية
- دان ميلانو على موقع IMDb (الإنجليزية)
- دان ميلانو على موقع ألو سيني (الفرنسية)
- دان ميلانو على موقع قاعدة بيانات الفيلم (الإنجليزية)
- دان ميلانو على موقع كينوبويسك (الروسية)
- [http://www.imdb.com/name/nm0586850/ Dan Milano

] في قاعدة بيانات الأفلام على الإنترنت